# Công viên Planty

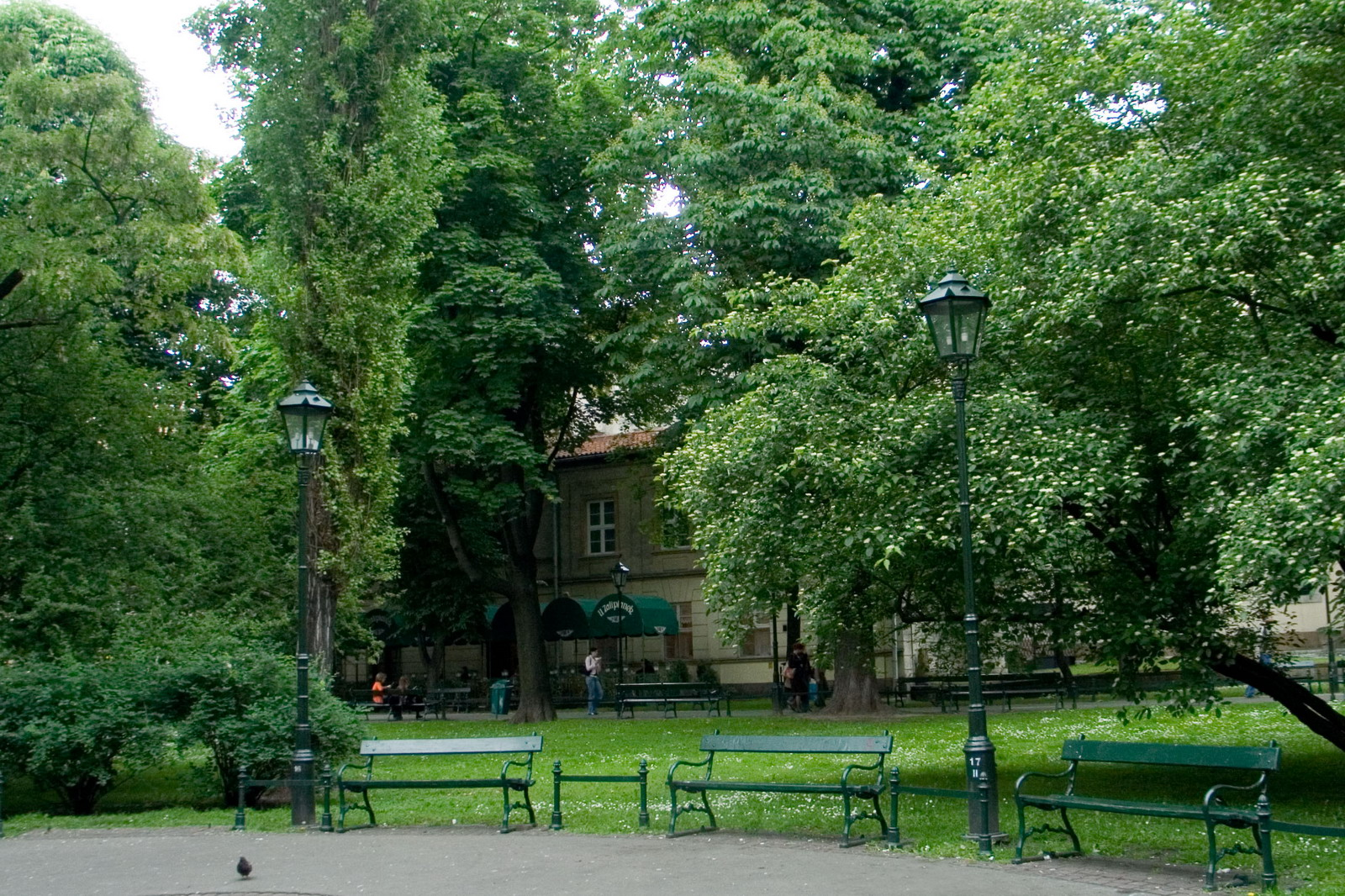
Lối đi với băng ghế dưới tán cây

Planty là một trong những công viên thành phố lớn nhất ở Kraków, Ba Lan. Nó bao quanh Stare Miasto (Phố cổ), nơi các bức tường thành phố thời Trung cổ từng tọa lạc cho đến đầu thế kỷ 19. Khu phố cổ lịch sử không thể nhầm lẫn với Khu hành chính số 1 Stare Miasto kéo dài về phía đông. 

Công viên Planty (xanh), Stare Miasto

Công viên có diện tích 21,000 mét vuông (0,005189 mẫu Anh) và chiều dài 4 kilômét (2,5 mi). Nó bao gồm một chuỗi ba mươi khu vườn nhỏllà no hơn được thiết kế theo nhiều phong cách khác nhau và được trang trí với nhiều tượng đài và đài phun nước. Có hơn hai mươi bức tượng của các nhân vật lịch sử cao quý trong công viên - tượng đài của Nicolaus Copernicus, Jan Matejko, nữ hoàng Jadwiga và vua Wladyslaw II Jagiello, chỉ kể tên một vài người. Ngoài ra còn có một số mảng trong công viên là nơi tưởng niệm của Jan Dlugosz và Stanislaw Wyspianski.
Công viên tạo thành một lối đi tuyệt đẹp phổ biến với người Cracovia. Vào mùa hè, mưa rải rác ở ao và quầy hàng giải khát, đó là một nơi trú ẩn mát mẻ và râm mát từ những con đường nhộn nhịp gần đó.
Hầu hết các di tích lịch sử của Kraków cũ đều nằm bên trong vành đai Công viên Planty dọc theo Đường Hoàng gia (tiếng Ba Lan: Droga Królewska) băng qua công viên từ vùng ngoại ô thời trung cổ cKleparz - qua Cổng St, Florian - ở sườn phía bắc của các bức tường thành phố cổ. Lâu đài Wawel lịch sử tại Đồi Wawel, tiếp giáp với sông Vistula uốn khúc, tạo thành biên giới cực nam của Planty. 

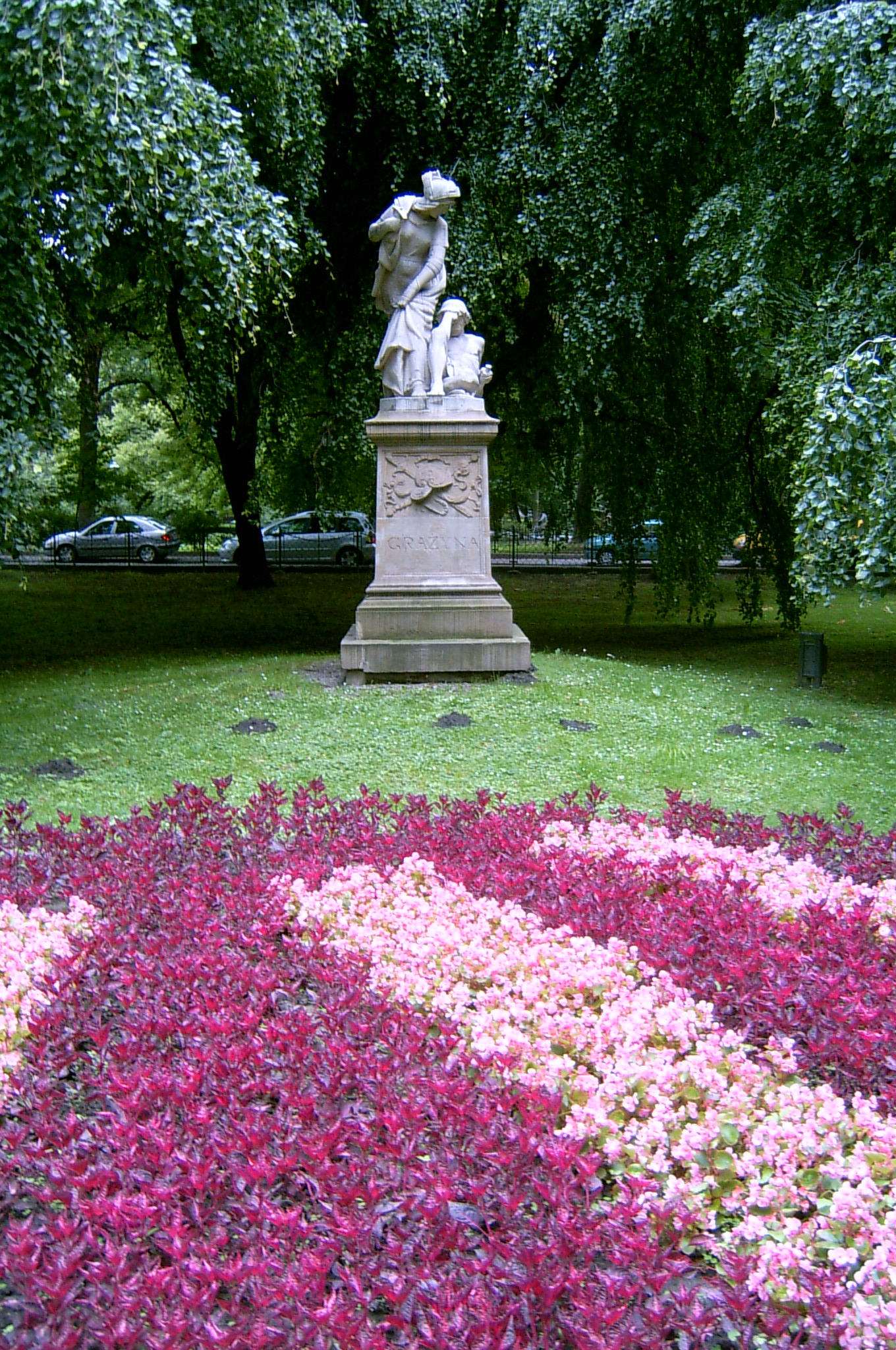
Đài tưởng niệm Grażyna

## Lịch sử
Vành đai xanh được thành lập thay cho các bức tường thời trung cổ giữa năm 1822-1830 như một phần của các dự án phát triển đô thị nhằm bảo tồn khái niệm "thành phố vườn".
Vào đầu thế kỷ 19, thành phố đang mở rộng đã bắt đầu vượt xa giới hạn của những bức tường phòng thủ cũ. Các bức tường đã rơi vào tình trạng hư hỏng do thiếu bảo trì sau khi phân vùng Ba Lan. Do đó, Hoàng đế Franz I của Austro-Hungary đã ra lệnh tháo dỡ các công sự cũ. Tuy nhiên, vào năm 1817, Giáo sư Feliks Radwański của Đại học Jagiellonia đã thuyết phục được Phiên họp của Thượng viện Cộng hòa Kraków để hợp pháp hóa việc bảo tồn một phần các công sự cũ, cụ thể là Cổng St.Florian và Thành lũy liền kề, một trong ba tiền đồn như vậy vẫn còn tồn tại ở châu Âu 